# Мацей Войтишко
Мацей Войтишко (пол. Maciej Wojtyszko; нар. 16 квітня, 1946, Варшава, Польща) — польський режисер, сценарист, актор, продюсер, автор казок та коміксів для дітей.
Відомі роботи:
- Святий бізнес (2010);
- Сад Луїзи (2007);
- Молодята (серіал, 1998—2003);
- Майстер і Маргарита (міні-серіал, 1988).